# رالي كان على حق
«رالي كان على حق» (بالإنجليزية: Raleigh Was Right) هي قصيدة كتبها ويليام كارلوس ويليامز، مؤلفة رداً على التبادل الإليزابيثي بين كريستوفر مارلو، في «الراعي العاشق إلى حبيبته»، ووالتر رالي في «رد الحورية على الراعي». يدخل ويليام كارلوس ويليامز في الحوار، متحالفًا مع شكوك رالي تجاه التصوير المثالي للحياة الريفية. في هذا الاستكشاف الأولي، نتعمق في النسيج الغني للسياقات التاريخية والأدبية التي تغذي نقد ويليامز.
نُشِرَت القصيدة في عام 1940، وضمن النسيج المعقد للحوار الأدبي، تسرد القصيدة رواية مخالفة ضد الرؤى الرعوية الرومانسية السائدة خلال عصر النهضة. يقوم ويليامز كشخصية بارزة في الحركة الحداثية بتوجيه أصوات مارلو ورالي لاستجواب الجاذبية الدائمة للهروب من الريف.
بينما يتردد أصداء الشعر الإليزابيثي عبر سجلات التاريخ الأدبي، تظهر قصيدة «رالي كان على حق» باعتبارها صدى معاصرًا، مرددًا صدى موضوعات خيبة الأمل والواقعية. بث ويليام كارلوس ويليامز حيوية متجددة في الخطاب القديم بين المثالية والبراغماتية.

## خلفية

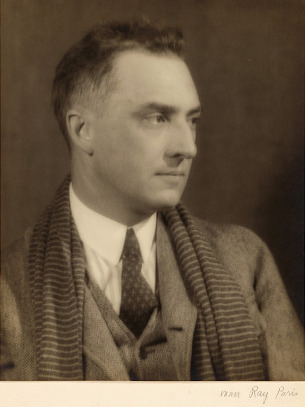
الشاعر ويليام كارلوس ويليامز، عام 1924.

«رالي كان على حق» هي قصيدة قصيرة ولكنها مثيرة للتفكير. يشير العنوان إلى السير والتر رالي، المستكشف والجندي والشاعر الإنجليزي، الذي غالبًا ما يرتبط بجهود الاستعمار في الأمريكتين خلال العصر الإليزابيثي.
كتب كريستوفر مارلو في عصر النهضة قصيدة «الراعي العاشق إلى حبيبته»، وهي قصيدة تقدم رؤية رومانسية للحياة الريفية، حيث يحاول الراعي جذب امرأة شابة من خلال تمجيد فضائل الحياة في الريف. رد السير والتر رالي في «رد الحورية على الراعي» على تصوير مارلو المثالي، بحجة أن الملذات التي وعد بها الراعي سوف تتلاشى مع مرور الوقت، تضخ قصيدة رالي جرعة من الواقعية، متحدية الجاذبية الدائمة للشاعرية الريفية من خلال تسليط الضوء على ملذاتها العابرة، نُشرت قصيدة مارلو لأول مرة في عام 1599، وكُتِب رد رالي بعد فترة وجيزة. تتوافق قصيدة ويليام كارلوس ويليامز «كان رالي على حق» مع وجهة نظر رالي؛ مما يزيد من تحدي المثالية الرعوية التي روج لها الشعراء الأوائل.
يجذب الراعي مارلو حبيبته بوعود الحياة الرعوية المثالية، المليئة بالمباهج مثل "أسرة الورود" و"الطيور الجذابة التي تغني"،  من ناحية أخرى، ترفض حورية رالي هذه الإغراءات الرومانسية بدحض عملي، محذرة من الطبيعة العابرة للجمال وحتمية التغيير.
تشيد قصيدة ويليام كارلوس ويليامز بهذا التبادل الإليزابيثي. كتب ويليامز، وهو شاعر أمريكي بارز في القرن العشرين، هذه القصيدة مستوحيًا الإلهام من الموضوعات المعروضة في أعمال مارلو ورالي. يتأمل ويليامز في "كان رالي على حق" مثالية مارلو وواقعية رالي، وينحاز في النهاية إلى وجهة نظر رالي. تشير القصيدة إلى أنه على الرغم من أن رؤية مارلو الرعوية مغرية، إلا أنها في النهاية غير عملية وغير واقعية. يعترف ويليامز بجمال الطبيعة ولكنه يدرك عدم ثبات الواقع وقسوته.
من خلال "كان رالي على حق"، ينخرط ويليامز في محادثة مع الشعراء الإليزابيثيين، مقدمًا تفسيره لموضوعاتهم ومؤكدًا على الأهمية الدائمة لشكوك رالي في مواجهة المفاهيم المثالية للحب والطبيعة.

### السياق الأدبي
تظهر قصيدة «كان رالي على حق» ضمن المشهد الأدبي للحداثة، وهي فترة تتميز برفضها للأشكال الشعرية التقليدية واحتضانها للتجريب، يعد ابتعاد ويليامز في هذا السياق عن الصور الرعوية التقليدية بمثابة نقد مؤثر لتصوير الطبيعة المثالية التي كانت سائدة خلال عصره.

### السياق التاريخي
ظهرت القصيدة خلال ثلاثينيات القرن العشرين، وهي فترة مضطربة تميزت بالصعوبات الاقتصادية والتدهور البيئي. أثرت هذه الخلفية على نقد ويليامز للرومانسية الرعوية، حيث سلط الضوء على قيود الحياة الريفية في معالجة تعقيدات العصر الحديث. من خلال وضع القصيدة في سياق الحقائق الاجتماعية والاقتصادية في عصرها، يسلط الباحثون الضوء على عمق تعليق ويليامز حول عدم كفاية الهروب الرعوي في مواجهة القضايا المعاصرة الملحة.

## كلمات القصيدة
هذه كلمات القصيدة باللغة الانجليزية:
Raleigh was right

We cannot go to the country

for the country will bring us

no peace

What can the small violets

tell us that grow on furry stems

in the long grass among

lance-shaped leaves?

Though you praise us

and call to mind the poets

who sung of our loveliness it was

long ago!

long ago!

when country people

would plow and sow with

flowering minds and pockets

at ease—if ever this were true.

Not now. Love itself a flower

with roots in a parched ground.

Empty pockets

make empty heads. Cure it

if you can but do not believe

that we can live today

in the country

for the country will bring us

no peace.

— William Carlos Williams

## المواضيع والتحليل

#### الطبيعة مقابل الحياة الحديثة
جزء لا يتجزأ من سطور «كان رالي على حق» هو استكشاف الانقسام بين الطبيعة والحداثة، ويؤكد ويليامز متحدثاً أن المناظر الطبيعية الرعوية، بكل جمالها الهادئ، تفشل في حماية الأفراد من الشبكات المعقدة للوجود المعاصر. تقدم القصيدة من خلال هذه العدسة منظورًا صارخًا وعمليًا حول الحالة الإنسانية، وتتحدى المفاهيم الرومانسية للهروب من الريف.

#### هشاشة المثل الرعوية
من الأمور المركزية في نقد ويليامز هشاشة المُثُل الرعوية التي أدامها الشعراء الأوائل، تكشف القصيدة من خلال تفكيك الواجهة الرومانسية للحياة الريفية القيود المتأصلة في جاذبية الطبيعة في معالجة التحديات في العصر الحديث، ومن خلال القيام بذلك، يدعو ويليامز القراء إلى مواجهة التفاوت بين الأسطورة والواقع، ويحث على إعادة تقييم المجازات الأدبية المتأصلة بعمق.

## الإرث
أخذت مسرحية «الجذور في أرض جافة»، عنوان الافتتاحية «دورة منزل الأيتام» من سطر في هذه القصيدة، كُتبَت المسرحية من قبل هورتون فوت.